# MTV Europe Music Awards 2006

Logo der MTV Europe Music Awards 2006

Die Europe Music Awards 2006 des Musiksenders MTV wurden am 2. November im Bella Center im dänischen Kopenhagen verliehen. Mit diesem Musikpreis zeichnet der Sender einmal im Jahr in einer europäischen Stadt Musiker und Bands aus, die von den Zuschauern MTVs per Internet oder SMS gewählt werden.
Die Show fand 2006 zum 13. Mal statt und wurde von Justin Timberlake moderiert. Juliette and the Licks waren Gastgeber des Backstage-Video-Chats mit Gästen wie Timbaland und Tiziano Ferro.

## Awards
Die Gewinner in den jeweiligen Kategorien werden fett geschrieben dargestellt.
Der Preisträger des Awards für das beste Video wird von MTV gewählt.

### Bestes Video
- OK Go – A Million Ways
- Gnarls Barkley – Crazy
- Justice vs. Simian – We Are Your Friends
- Pink – Stupid Girls
- Kanye West – Touch the Sky

### Bester Song
- Shakira feat. Wyclef Jean – Hips Don´t Lie
- Rihanna – SOS
- Gnarls Barkley – Crazy
- Nelly Furtado – Maneater
- Red Hot Chili Peppers – Dani California

### Bester Künstler
- Robbie Williams
- Justin Timberlake
- Kanye West
- Pharrell
- Sean Paul

### Beste Künstlerin
- Madonna
- Shakira
- Nelly Furtado
- Beyoncé
- Christina Aguilera

### Beste Gruppe
- Red Hot Chili Peppers
- The Black Eyed Peas
- Keane
- Depeche Mode
- The Pussycat Dolls

### Bestes Album
- Madonna – Confessions on a Dance Floor
- Muse – Black Holes and Revelations
- Nelly Furtado – Loose
- Christina Aguilera – Back to Basics
- Red Hot Chili Peppers – Stadium Arcadium

### Bester Rock-Künstler
- Red Hot Chili Peppers
- The Killers
- Keane
- The Strokes
- Evanescence

### Bester Pop-Künstler
- Justin Timberlake
- Robbie Williams
- Madonna
- Shakira
- Christina Aguilera

### Bester Alternative-Künstler
- System of a Down
- Arctic Monkeys
- Muse
- The Raconteurs
- Korn

### Bester Hip-Hop-Künstler
- Missy Elliott
- Diddy
- Kanye West
- Sean Paul
- Busta Rhymes

### Bester RnB-Künstler
- OutKast
- Beyoncé
- Mary J. Blige
- Rihanna
- Pharrell

## Regionale Awards

### Deutschland
- Die Toten Hosen
- Sportfreunde Stiller
- Silbermond
- Rammstein
- Bushido

### Adria–Mazedonien, Slowenien, Serbien, Montenegro, Kroatien und Bosnien & Herzegowina
- Aleksandra Kovač
- Edo Maajka
- Let 3
- Neisha
- Siddharta

### Afrika
- Freshlyground
- Nameless
- P-Square
- Juma Nature
- Anselmo Ralph

### Baltikum
- Brainstorm
- Vanilla Ninja
- Skamp
- Inculto
- Tanel Padar and the Sun

### Dänemark
- Kashmir
- Outlandish
- Nik & Jay
- L.O.C.
- Spleen United

### Niederlande & Belgien
- Anouk
- dEUS
- Gabriel Rios
- Pete Philly
- Kane

### Finnland
- Poets of the Fall
- Lordi
- Von Herzen Brothers
- Olavi Uusivirta
- PMMP

### Frankreich
- Diam’s
- Bob Sinclar
- Rohff
- Olivia Ruiz
- 113

### Italien
- Finley
- Jovanotti
- Lacuna Coil
- Mondo Marcio
- Tiziano Ferro

### Norwegen
- Elvira Nikolaisen
- Serena Maneesh
- Mira Craig
- Amulet
- Marit Larsen

### Polen
- Virgin
- Coma
- Blog 27
- Hey
- SiStars

### Portugal
- Boss AC
- David Fonseca
- Expensive Soul
- Mind Da Gap
- Moonspell

### Rumänien
- J Project
- Blondy
- Morandi
- Paraziții
- Simplu

### Russland
- Dima Bilan
- t.A.T.u.
- Waleri Meladse
- Gorod 312
- Uma2rman

### Spanien
- La Oreja de Van Gogh
- Pereza
- La Excepción
- Macaco
- Nena Daconte

### Schweden
- Lisa Miskovsky
- Snook
- The Sounds
- The Knife
- Peter Bjorn and John

### Vereinigtes Königreich
- Arctic Monkeys
- Corinne Bailey Rae
- Lily Allen
- Muse
- The Kooks

## Sonstige Awards
Der Preisträger des Free Your Mind-Awards wird von MTV gewählt. Er geht an eine Institution, eine Organisation oder eine Person, die sich besonders gesellschaftlich engagiert.
- Gewinner 2006: kein Gewinner

Der Futuresound-Award ersetzt seit 2006 die Kategorie Best New Act und wird nicht wie bisher von den Zuschauern, sondern von MTV gewählt.
- Gewinner 2006: Gnarls Barkley

## Künstler und Laudatoren
Auftritte
- Lordi
- Muse
- Nelly Furtado
- Justin Timberlake & Timbaland
- The Killers
- Keane
- Diddy & Cassie
- Rihanna
- Outlandish

Laudatoren
- Moby
- Sugababes
- Robbie Williams
- Lordi
- Daniel Craig
- Mads Mikkelsen
- Cassie
- Juliette and the Licks
- Johnny Knoxville & Jeff Tremaine von Jackass
- Adrien Brody
- Tiziano Ferro
- Borat
- Fat Joe
- Timbaland
- Kelis
- Jet
- Lars Ulrich
- Mirjam Weichselbraun (für den besten deutschen Act)